# Obras Sanitarias del Estado
La OSE (formalmente Administración de las Obras Sanitarias del Estado) es la compañía estatal uruguaya encargada del abastecimiento de agua potable y saneamiento en todo el país (excepto en Montevideo).

## Historia
El servicio de agua potable en Uruguay se remonta al año 1867, después de una gran sequía, el Gobierno Nacional realiza un llamado y finalmente le da en concesión a Enrique Fynn y otros asociados el suministro de agua por tuberías a la capital.

### Primera usina de bombeo
En 1868, comienzan las obras de la primera usina de bombeo en el país. La instalación de obreros con sus familias, y luego la incorporación de trabajadores a la planta en funcionamiento, fue dando origen a la Villa de Aguas Corrientes que bombeaba agua desde el río Santa Lucía, la cual se almacenaba en grandes tanques en las cercanías de la ciudad de La Paz. La primera usina funcionaba por la fuerza del vapor y bombeaba agua sin tratamiento salvo por la decantación que se realizaba en los tanques de Cuchilla Pereira, punto importante del recorrido del agua hasta la ciudad capital y llevaba el agua a unos 60.000 habitantes. La primera línea de bombeo recorría 56 km desde Aguas Corrientes hasta la fuente de la Plaza Matriz, donde los vecinos podían ir a abastecerse. Además de esa fuente ornamental, la Compañía debió instalar dos fuentes más, que se ubicaron una en la Plaza de los Treinta y Tres  y otra en el área donde se ubica el Palacio Legislativo.

### The Montevideo Waterworks
En 1879, la Compañía de Aguas Corrientes cede su concesión a la compañía inglesa Montevideo Waterworks Co. Ltda., quien estaría a cargo del servicio hasta que pasó a manos del Estado en 1950.
El período inglés de abastecimiento enfrentó cambios importantes en cuanto a tratamiento de agua, la demanda aumento sustancialmente y las exigencias respecto a la calidad también. A diferencia de los primeros concesionarios que estuvieron 8 años, la Compañía Inglesa estuvo a cargo del servicio de agua corriente por más de 70 años. Esto significó pasar de un abastecimiento sin tratamiento, a incorporar cada uno de los pasos de la potabilización. Estos cambios fueron surgiendo gracias a los avances científicos y tecnológicos. Estos avances significativos debieron ser acompañadas de construcciones importantes y destacadas como la instalación de una segunda línea de bombeo, en 1908 y una tercera en 1929. Logrando también una extensión en la planta, agregando las estructuras necesarias e  incorporando personal, no sólo para el trabajo en Aguas Corrientes sino también para la instalación y mantenimiento de tuberías en la ciudad y conexiones domiciliarias.
Como consecuencia de la Segunda Guerra Mundial, el combustible que se importaba desde Inglaterra, se vio interrumpido, afectando directamente el abastecimiento de agua potable y obligando a buscar nuevos métodos locales para que este no se vea interrumpido.

### Obras Sanitarias del Estado
Finalmente, en 1950 la compañía Montevideo Waterworks Cº Ltda. fue nacionalizada y en un proceso que duró dos años se realizó la fusión de la Compañía de Aguas Corrientes y la Dirección de Saneamiento del entonces Ministerio de Transporte y Obras Públicas que estaba a cargo del abastecimiento de agua en el interior del país, creándose la Administración de las Obras Sanitarias del Estado (OSE), mediante la ley N.º 11.907, del 19 de diciembre de 1952, como servicio descentralizado del Ministerio de Transporte y Obras Públicas.
En su primer directorio, fue presidido por el ingeniero Carlos Colacce.

## Servicio

### Agua Potable
Es el organismo encargado del suministro de agua potable a nivel nacional, produce anualmente más de 350 millones de m³ de agua potable, que se distribuyen a través de 15.000 km de redes en todo el país. Para esto, dispone de 71 plantas que potabilizan el agua, siendo la más importante la Planta  de Aguas Corrientes, ubicada en el departamento de Canelones, a 56 km de la capital Montevideo. Allí se potabiliza el agua que abastece al área metropolitana (aproximadamente 1.700.000 habitantes).

### Saneamiento
Es el organismo responsable del servicio de saneamiento por alcantarillado en todo el Uruguay salvo en Montevideo, que desde 1916  está a cargo de la Intendencia de Montevideo
El sistema de saneamiento está compuesto por redes de colectores, estaciones de bombeo, plantas de tratamiento de efluentes y sitios de disposición final.  Actualmente cuenta con más de 40 plantas de tratamiento de líquidos residuales domésticos correspondientes a localidades de mediano y gran porte, y más de un centenar de pequeños sistemas correspondientes a programas habitacionales.

## Represas y plantas potabilizadoras
- Represa de Paso Severino

- Represa de Aguas Corrientes

- Represa de Canelón Grande

### Proyecto Neptuno
El Proyecto Neptuno, también conocido como Proyecto Arazatí, es un proyecto de desarrollo de infraestructura hídrica en Arazatí, en el departamento de San José, Uruguay.En 2020, un consorcio de empresas denominado "Aguas de Montevideo" presentó un proyecto para la realización de una planta potabilizadora de agua tomada del Río de la Plata en la zona de Arazatí, para abastecer la demanda de agua potable de Montevideo y su área metropolitana.
El gobierno y la empresa de agua estatal OSE aceptaron la propuesta. En noviembre de 2022, OSE llamó a una licitación para la construcción de la planta potabilizadora, ya que el proyecto supondría una inversión superior a 200 millones de dólares. El 15 de noviembre de 2022 el presidente Luis Lacalle Pou anunció en conferencia de prensa la aprobación del proyecto Neptuno. El proyecto fue finalmente licitado al consorcio denominado “Aguas de Montevideo”, compuesto por las empresas Berkes, SACEEM, CIEMSA y FAST.
El proyecto tomaría agua del Río de La Plata, con el objetivo de aportar aproximadamente un 30% del volumen de agua potable para la zona metropolitana.El proyecto también contempla la construcción de un pólder o laguna artificial,con una capacidad de 4.0 hectómetros cúbicos.Inicialmente, se anunció como uno de los proyectos de inversión de agua potable más grandes en los últimos 150 años.
Desde sus inicios, la iniciativa generó un conflicto ambiental. Hay tres ejes principales de debate en el conflicto. Por un lado, existe un debate sobre el impacto ambiental de la construcción de la planta. Hay una disputa entre OSE y la comunidad científica perteneciente a la  Universidad de la República sobre la forma más eficiente y adecuada de proveer de agua potable a la población de la zona metropolitana.Por último, hay una discusión alrededor de los términos del contrato entre el consorcio privado y la empresa estatal OSE.